# 斯凯尔
斯凯尔（法語：Scaër，法語發音：[skɛʁ]）是法国菲尼斯泰尔省的一个市镇，位于该省东南部，属于坎佩尔区。斯凯尔是布列塔尼摔跤运动的发源地。

## 地名
由于语源问题，该地名“Scaër”拼读方式不符合法语正字法，其标准发音为[skɛʁ]，根据实际发音其应译作“斯凯尔”（同“Skêr”译），《世界地名翻译大辞典》与《世界地名译名词典》将其纯按法汉译音表误译作“斯卡埃尔”。

## 地理
斯凯尔（48°1'38"N, 3°42'8"W）面积117.58 平方千米，位于法国布列塔尼大區菲尼斯泰尔省，该省份为法国最西部的省份，位于布列塔尼半岛西部，北西南三面环大西洋，东临阿摩尔滨海省和莫尔比昂省。
与斯凯尔接壤的市镇（或旧市镇、城区）包括：吉斯克里夫、鲁杜阿莱克、巴纳莱克、勒昂、罗斯波尔当、圣蒂里安、图尔克。
斯凯尔的时区为UTC+01:00、UTC+02:00（夏令时）。

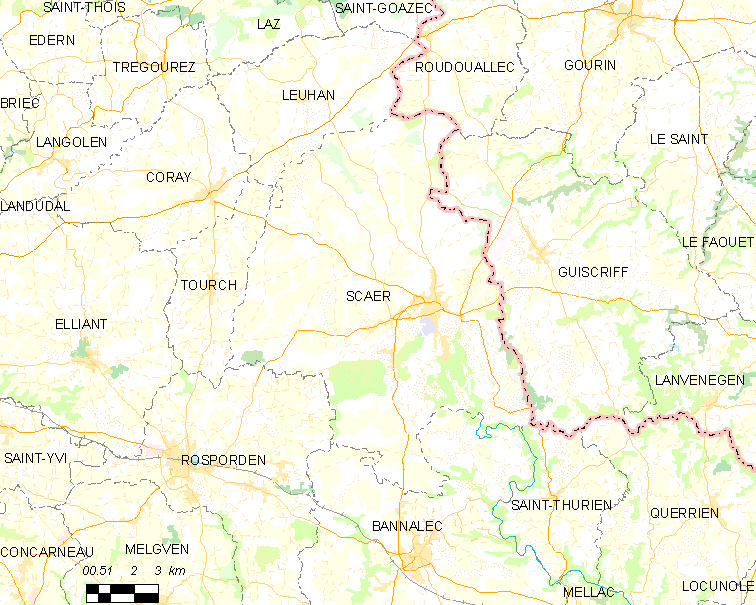
斯凯尔的OSM定位图

## 行政
斯凯尔的邮政编码为29390，INSEE市镇编码为29274。

## 政治
斯凯尔所属的省级选区为滨海莫埃朗县。

## 人口

1962-2008年间斯凯尔人口变化图示

斯凯尔于2022年1月1日时的人口数量为5197人。